# Мејоза
Мејоза (од грч. μειώσεις - који чини мањим) је ћелијска деоба у којој се број хромозома у новонасталим ћелијама редукује на половину у односу на мајке ћелије. Мејозом се из обичних ћелија организма стварају полне ћелије.
С обзиром да се број хромозома у ћеркама ћелијама у односу на мајку ћелију смањује на пола, ова деоба се назива и редукциона (лат. reductio = смањење). Редукција броја хромозома обавља се у првој деоби, означеној као мејоза 1, када се мајка-ћелија (2n број хромозома) подели на две кћерке-ћелије (n број хромозома). У другој деоби, мејози 2, се обе новонастале кћерке-ћелије (са n бројем хромозома) поделе. Крајњи резултат мејозе су 4 кћерке-ћелије које имају хаплоидан број хромозома и по особинама се разликују од мајке ћелије.

## Фазе мејозе
У току мејозе долази до две деобе ћелије:
- мејоза I
- мејоза II.

### Мејоза 1
Мејози 1 претходи интерфаза у којој је, између осталог, извршена репликација ДНК, у С (синтетској фази). Сваки хромозом ћелије која улази у мејозу 1 се састоји од 2 молекула ДНК (две хроматиде). 
Мејоза 1 се састоји од 4 фазе: 
- профазе
- метафазе,
- анафазе и
- телофазе.

#### Профаза 1
Профаза мејозе 1 траје дуже од профазе митозе и у њој се одвијају неки процеси којих нема у митози.
Дели се на 5 подфаза:
- лептотен,
- зиготен,
- пахитен,
- диплотен
- дијакинезис.
- Прва подфаза профазе 1 је лептотен. У њој почиње кондензовање хроматина па се хромозоми уочавају као кончасте творевине везане својим крајевима за једарни овој. Хромозом се састоји од 2 хроматиде, али су оне приљубљене једна уз другу па се не уочавају.
- У зиготену долази до спаривања хомологих хромозома тј. синапси. Пар хомологих хромозома назива се бивалент или тетрада (грч. tetra = четири, зато што сваки бивалент има 4 хроматиде).
- У пахитену долази до кросинг-овера (енгл. crossing-over=прелазак на другу страну) који представља размену генетичког материјала између несестринских хроматида хомологих хромозома. После извршеног кросинг-овера хромозом из мајчине гарнитуре садржи део очевог хомологог хромозома и обрнуто.
- У диплотену се хромозоми удаљавају, али се не одвајају потпуно већ остају спојени на местима која се називају хијазме. Хијазме означавају где се вршио кросинг-овер.
- У дијакинезису ишчезавају једарни овој и једарце.

#### Метафаза 1
Обухвата образовање деобног вретена и смештање парова хомологих хромозома на екватор ћелије, где образују екваторијалну плочу. За разлику од митозе, где су на екватору ћелије били појединачни, у метафази мејозе 1 налазе се парови хомологих хромозома. Центромере хромозома су концима деобног вретена везане за полове ћелије и то тако што је један хромозом из пара везан за један, а други хромозом за други пол ћелије.

#### Анафаза 1
Анафаза је кључна фаза у мејози 1 јер се у њој редукује број хромозома. Кидају се спојеви на хијазмама, хомологи хромозоми се раздвајају и цели хромозоми одлазе на супротне полове ћелије. (Да се подсетимо и уочимо разлику у односу на митозу – у анафази митозе долази до поделе хромозома тако да њихове уздужне половине, тј. хроматиде, се раздвајају и одлазе на супротне полове ћелије.) Који ће хромозом отићи на који пол ћелије чиста је случајност. Тако се на сваком полу ћелије сада налази половина од укупног броја хромозома – број хромозома се редуковао са диплоидног на хаплоидан. Ако се ради о ћелијама човека онда по 23 хромозома одлази на полове ћелије, што представља једну гарнитуру хромозома. Треба нагласити да то није било којих 23 хромозома, већ из сваког од 23 пара по један хромозом.

#### Телофаза 1
Ова фаза обухвата образовање једрове опне око хромозома на половима, образовање једарцета и поделу цитоплазме. Завршеном телофазом настале су две ћелије са упола мањим, хаплоидним бројем хромозома.

### Мејоза 2
После кратке интерфазе, обе ћелије настале од једне ћелије мејозом 1 улазе у мејозу 2 – еквациону митозу. Ова деоба се врши по редоследу дешавања у митози. У мејози 2 се хромозоми деле на хроматиде (у анафази 2) и од две ћелије настају 4 ћелије са хаплоидним бројем хромозома, а сваки хромозом има једну хроматиду (1 молекул ДНК).

## Значај Мејозе
Мејозом се одржава сталан број хромозома из генерације у генерацију (родитељи, њихова деца, унуци итд.). Када се број хромозома у полним ћелијама не би редуковао, дошло би до његовог дуплирања у свакој наредној генерацији. Израчунато је да би код човека, у том случају, на крају десете генерације број хромозома износио 23552.
Случајан распоред мајчиних и очевих хромозома (само што они нису чисто мајчини или очеви јер се извршио кросинг-овер) у полним ћелијама доводи до огромне генетичке разноврсности потомства. Тако број могућих комбинација 23 хромозома у гаметима човека износи 2²³ ≈ 8 000 000, што значи да човек може, према комбинацијама хромозома, да образује 8 000 000 различитих полних ћелија.

### Гаметогенеза
Образовање полних ћелија (гамета) човека назива се гаметогенеза (genesis = постанак). Разликују се два типа гаметогенезе: 
- сперматогенеза (образовање сперматозоида) и
- овогенеза (образовање јајне ћелије, ovum = јајна ћелија).

При сперматогенези од једне ћелије мејозом постају 4 сперматозоида и сви су функционални (имају способност да оплоде јајну ћелију). У женском полу од једне такође настају 4 ћелије, али је само једна од њих функционална – јајна ћелија, док остале три пропадају.